# The Last Dance
Ne doit pas être confondu avec la série The Last Dance (série).
Singles de Clare Maguire
Ain't Nobody
(2010) The Shield and the Sword
(2011)
Pistes de Light After Dark
The Shield and the Sword
(2) Freedom
(4)
The Last Dance est le second single de la chanteuse britannique Clare Maguire, extrait de son premier album, Light After Dark. Il est sorti le 20 février 2011 au Royaume-Uni.